# الإردمية
الإِرْدِمِيَّةُ (بالتركية: Erdemli)‏ بلدة ومنطقة تابعة لولاية مرسين على ساحل البحر الأبيض المتوسط جنوبي تركيا، وعلى بعد 35 كم (22 ميل) غرب مدينة مرسين.